# 哲多郡
哲多郡是過去位於岡山縣西北部的一郡，已於1900年4月1日與阿賀郡合併為阿哲郡。
過去的範圍包括現在的新見市西部地區。

## 歷史

### 沿革
- 1889年6月1日：實施町村制，哲多郡下設：上市村、石蟹鄉村、新鄉村、神代村、矢神村、野馳村、新砥村、萬歲村、本鄉村。（9村）
- 1900年4月1日：阿賀郡和哲多郡合併為阿哲郡。